# Kanilai
Kanilai è un centro abitato del Gambia, situato nella Divisione della West Coast.